# 草間彌生
草間 彌生（くさま やよい、1929年〈昭和4年〉3月22日 - ）は、日本の芸術家。長野県松本市出身。京都市立美術工芸学校（旧・京都市立銅駝美術工芸高等学校）絵画科卒業。

## 人物
幼い頃から悩まされていた幻覚や幻聴から逃れるために、それらの幻覚・幻聴を絵にし始めた。1957年（昭和32年）に渡米すると絵画や立体作品の制作だけではなくハプニングと称される過激なパフォーマンスを実行し、1960年代には「前衛の女王」の異名をとった。
草間彌生のいくつかの作品は、水玉模様や網模様などの同一のモチーフの反復によって絵画の画面や彫刻の表面を覆うことが特徴の一つである。「無限の鏡の間」(インフィニティ・ミラー・ルーム英語: Infinity Mirrored Room)(1965年制作)など合わせ鏡を用いて光やオブジェを無限に広がるように見せるインスタレーションや、男根状のソフト・スカルプチュアによるオブジェを日用品などに張り付ける立体作品も制作している。カボチャをモチーフにした作品もしばしば見られる。
また、ファッションデザインや小説執筆などの活動も行う。
1962年に行われた、クレス・オルデンバーグやアンディ・ウォーホルらも参加したグループショーに参加し、彼女ならではの表現を見せつけ、彼らのみならず様々なアーティストに「ソフト・スカルプチュア」などの影響を与えた。

## 来歴
松本駅近くで種苗業を営む裕福な家に生まれ、幼いころから草花やスケッチに親しむ。その一方、少女時代から統合失調症（西丸四方が診断）を病み、繰り返し襲う幻覚や幻聴から逃れるために、幻覚や幻聴を描きとめる絵を描き始める。10歳頃からすでに水玉と網目模様をモチーフとしていた。草間は現在に至るまで水玉（ドット）をモチーフに制作する事が多いが（ドット・ペインティング）、これは耳なし芳一が幽霊から身を守るために全身を経で埋め尽くした様に、彼女が恐怖する幻覚や幻聴から身を守るために、作品全体を水玉（ドット）で埋め尽くす儀式でもある、とされる。
1945年（昭和20年）、大戦下に疎開してきた画家らが立ち上げた「第一回全信州美術展覧会」で並み居る顔ぶれの中16歳で入選。
1948年（昭和23年）、松本高等女学校（現：長野県松本蟻ヶ崎高等学校）を卒業後、京都市立美術工芸学校（現：京都市立美術工芸高等学校）の4年生最終課程に編入して日本画を学ぶ。
1949年（昭和24年）、京都市立美術工芸学校絵画科を卒業。後に役立つ絵画技法を身につけるが、旧弊な日本画壇に失望。松本の実家へ戻り、寝食も忘れ毎日数十枚以上を描き、没頭する。
1952年（昭和27年）、地元の松本市公民館（旧：松本市公会堂）で初めての個展を開く。精神科医の西丸四方が立ち寄り感銘し絵を購入。関東精神神経医学学会で紹介するほか、知人でゴッホ研究で有名な精神科医・式場隆三郎が、東京日本橋の白木屋百貨店などのつてを紹介し縁を得る。2度目の個展では師と仰ぐ松澤宥に賛助出品してもらい、パンフレットに松澤宥と懇意だった当時著名な美術評論家瀧口修造らの寄稿文も掲載される。西丸博士と瀧口は、その後生涯にわたるよき理解者となった。
1954年（昭和29年）から翌年にかけ、東京で4度の個展を行う。白木屋百貨店ほか、瀧口の関わるタケミヤ画廊でも個展を行う。瀧口がニューヨークの第18回国際水彩画ビエンナーレへ彼女を紹介し、渡米の糸口を作る。この時期、素描のほかにコラージュなども量産している。
1957年（昭和32年）に渡米。シアトルでアメリカ初の個展を行った後、1958年ニューヨークに移る。1959年、ポスト抽象表現主義作家が集まったことで知られるマンハッタン10丁目のブラタ・ギャラリーで個展を行ない、「無限の網」（インフィニティ・ネット英語: Infinity Net）」等、5メートル近くになる大型絵画を5点発表する。これらは網の目に見えることから80年代末以降「ネット・ペインティング」と呼ばれるようになる。この作品はドナルド・ジャッドやドア・アシュトンらに注目され、草間はニューヨークでの活動の基盤を固めた。絵画のみならず男根状のオブジェを既製品にはりつけた立体作品「トラヴェリング・ライフ」(1964年)などのインスタレーションを始め、ハプニングと称される過激なパフォーマンスも実行した。1962年に行われたクレス・オルデンバーグやアンディ・ウォーホルなども参加したグループショーに参加し、彼らのみならず様々なアーティストに「ソフト・スカルプチュア」の影響を与えた。1966年にはヴェネツィア・ビエンナーレにもゲリラ参加し、1960年代には「前衛の女王」の異名をとった。平和・反戦運動にも携わる。1968年（昭和43年）、自作自演の映画『草間の自己消滅』が第4回ベルギー国際短編映画祭に入賞、第2回アン・アーバー映画祭で銀賞受賞。また、第2回メリーランド映画祭でも受賞。
1973年（昭和48年）、親友でパートナーのジョゼフ・コーネルが死去すると、草間は体調を崩し日本へ帰国、入院した。これ以降、東京を活動拠点とする。1978年（昭和53年）に初の小説『マンハッタン自殺未遂常習犯』を発表し、小説家としての活動を始める。1983年（昭和58年）には小説『クリストファー男娼窟』で第10回野性時代新人文学賞を受賞した。小説もその芸術創作と主題がリンクしており、少女時代の幻視体験をモチーフにしたものもある。
草間の活動が再び活発になったのは1990年代初頭である。1993年（平成5年）、ヴェネツィア・ビエンナーレに日本代表として日本館初の個展を開く。これを機に世界的に再評価する動きが高まった。2009年には正方形の絵画群である「わが永遠の魂」シリーズの作成を始める。同年にauのiidaブランドの端末をプロデュース、2012年にはルイ・ヴィトンとの共同コレクション（マーク・ジェイコブスによるディレクション）を発表するなど、商業分野での活動も盛んに行なっている。2016年、『タイム』誌の世界で最も影響力がある100人に選ばれた。

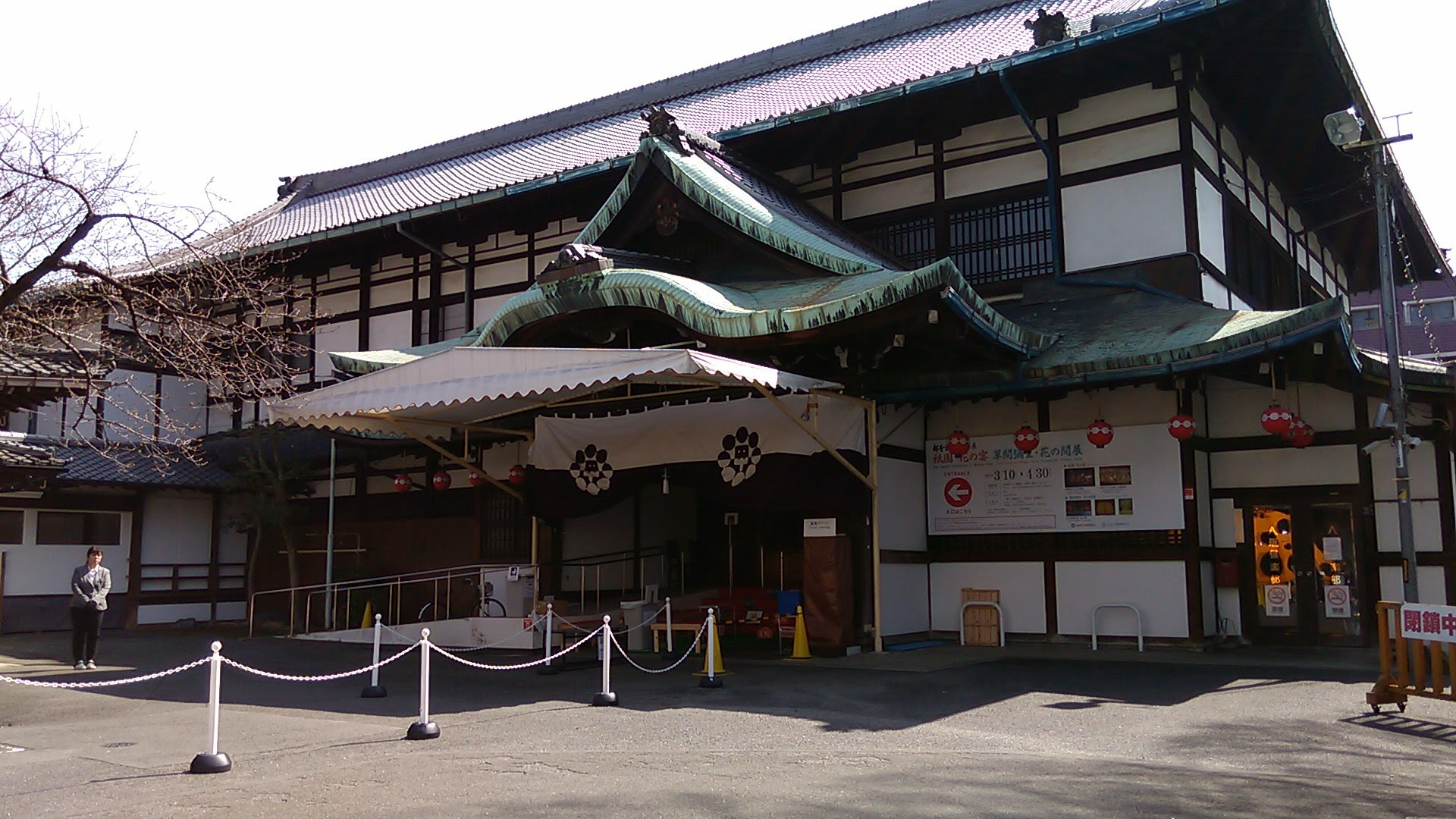
草間の作品を常設展示していたフォーエバー現代美術館（京都市､祇園甲部歌舞練場の八坂倶楽部の建物）2019年閉館

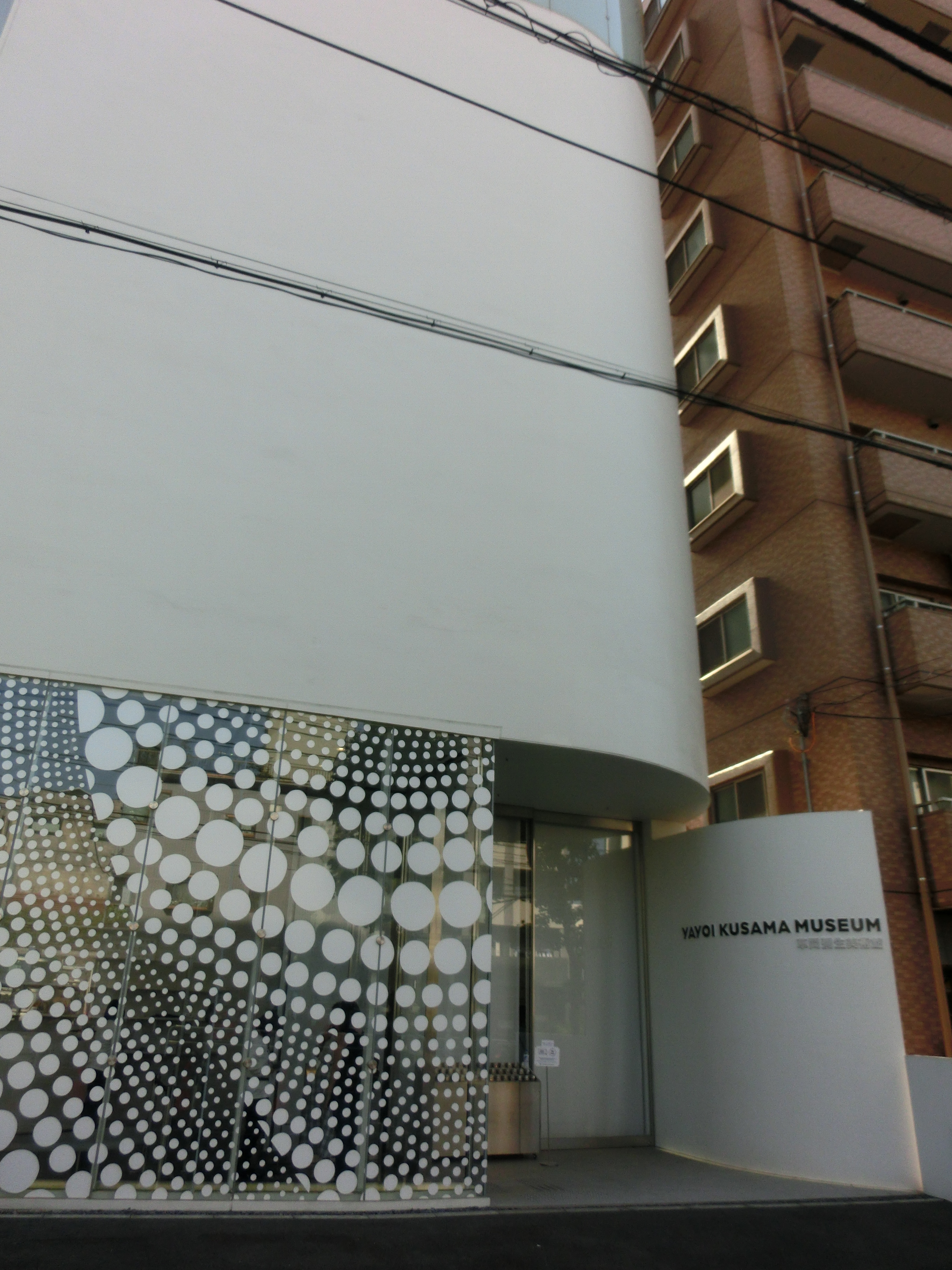
YAYOI KUSAMA MUSEUM 草間彌生美術館（2018年）

「草間彌生美術館」（東京都新宿区弁天町）が2017年10月1日に開設された。館長には建畠哲が就任。
現在の取扱代理画廊は、1980年代からオオタファインアーツ、2007年からVictoria Miro Gallery、2013年からDavid Zwirnerである。

## 年譜
- 1957年（昭和32年）ニューヨークへ渡る。
- 1973年（昭和48年）体調を崩し日本へ帰国。
- 1996年（平成8年）国際美術評論家連盟（英語版）から2年連続でベストギャラリー賞を受賞。
- 2000年（平成12年）第50回芸術選奨文部大臣賞[2]、外務大臣表彰[2]を受ける。
- 2001年（平成13年）朝日賞を受賞[2][14]。
- 2002年（平成14年）紺綬褒章を受章。
- 2003年（平成15年）リヨン・ビエンナーレに参加。同年、フランス芸術文化勲章オフィシエ[2]、長野県知事表彰[2]を受ける。
- 2004年（平成16年）大規模個展が日本を巡回。
- 2005年（平成17年）『草間彌生全版画集（1974年（昭和49年）～2004年（平成16年））』が阿部出版から刊行される。
- 2006年（平成18年）旭日小綬章を受章[2]。ライフタイムアチーブメント賞[2]、高松宮殿下記念世界文化賞を受賞[2][15]。
- 2009年（平成21年）10月、文化功労者に選出される[2]。
- 2014年（平成26年）安吾賞を受賞[16]。
- 2016年（平成28年）文化勲章を受章[2][17]。女性画家では4人目。
- 2017年（平成29年）「草間彌生美術館」が開館。
- 2017年（平成29年） 名誉都民[18]。

## 主な展覧会
- 『草間彌生展　はじける宇宙』、草月美術館／新潟市美術館、1992年
- 『草間彌生　ニューヨーク/東京』、東京都現代美術館、1999年
- 『クサマトリックス』、森美術館、2004年
- バレンシアビエンナーレ、2007年
- ビクトリアミロギャラリー、2007年
- リバプールビエンナーレ、2008年
- ガゴシアンギャラリー、2009年
- Yayoi Kusama's Body Festival in 60's/ワタリウム美術館、2011年
- 巡回展『YAYOI KUSAMA』
  - マドリッド、ソフィア王妃芸術センター、2011年5月11日 - 9月12日
  - パリ、ポンピドゥー・センター、2011年10月10日 - 2012年1月9日
  - ロンドン、テート・モダン、2012年2月9日 - 6月5日
  - ニューヨーク、ホイットニー美術館、2012年7月12日 - 9月30日
- 『草間彌生展 Kusama's Body Festival in 60's』、ワタリウム美術館、2011年8月6日 - 11月27日
- 『草間彌生 永遠の永遠の永遠』（一部のみ記す）
  - 国立国際美術館、 2012年1月7日 - 4月8日
  - 松本市美術館、 2012年7月14日 - 11月4日
  - 高知県立美術館、 2013年11月2日 - 2014年1月13日
- 『草間彌生展 わが永遠の魂』、国立新美術館、2017年2月22日 - 5月22日
- 『草間彌生　ALL ABOUT MY LOVE  私の愛のすべて』、松本市美術館、2018年3月3日-7月22日

## 主な作品

### 平面作品
- 『無限の網（インフィニティ・ネット）シリーズ』(1959年～)
- 『わが永遠の魂 シリーズ』(2009年～)

### 立体作品
インスタレーション作品
- 『水玉脅迫（フランス語版）(Dots Obsession)シリーズ』　(1963年～)
- 『集合-1000艘のボート・ショー』（1963年）
- 『トラヴェリング・ライフ』(1964年)
- 『無限の鏡の間(インフィニティ・ミラー・ルーム)シリーズ』(1965年～)
  - 『インフィニティ・ミラールーム・ホタル・オンウォーター（フランス語版）』（2000年）ナンシー美術館

パブリックアート作品

『シャングリラの華』(2000年)霧島アートの森

- 『花咲ける妻有』（2003年）-大地の芸術祭 越後妻有アートトリエンナーレ　(まつだい「農舞台」設置)

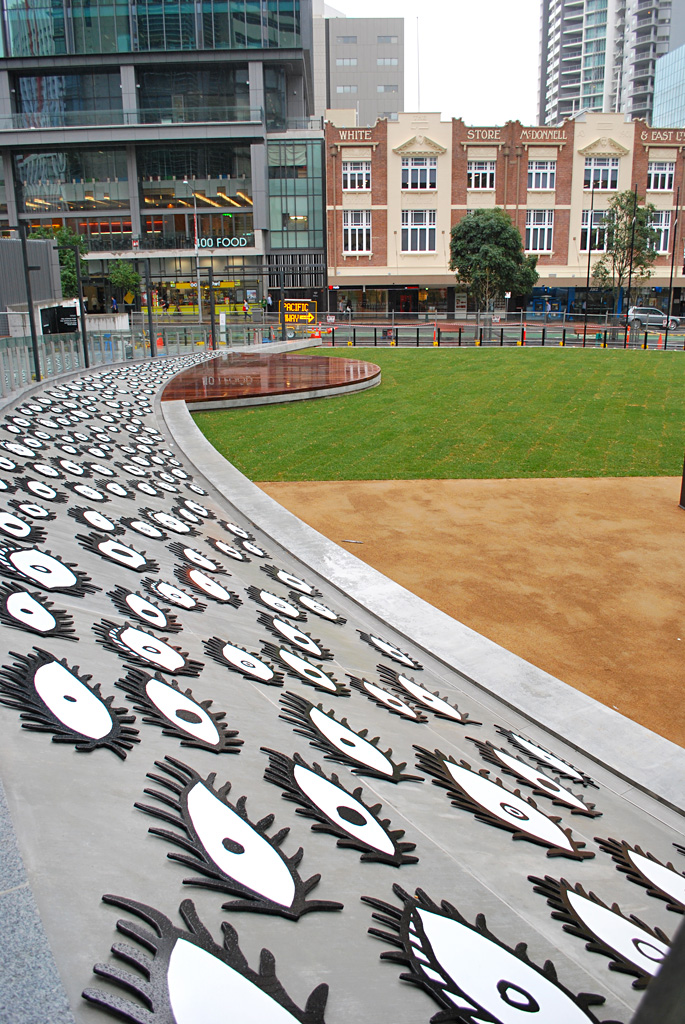
「Eyes Are Singing Out」（2012）ブリスベンジョージ・ストリート

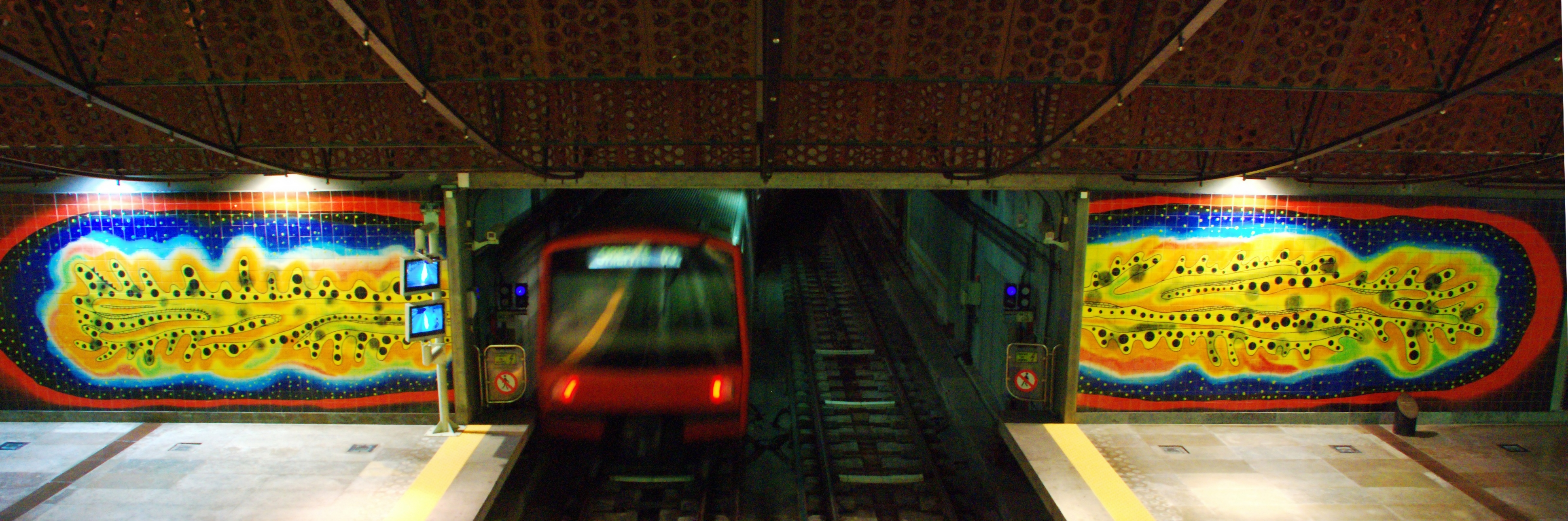
ポルトガルリスボンメトロオリエンテ駅の草間彌生の壁画

- 『赤かぼちゃ』(2006年) - 宮浦港

### 楽曲
- マンハッタン自殺未遂常習者の歌

## 出版物

### 作品集
- 『クサマトリックス』　角川書店、2004年ISBN 978-4048537414
- 『草間彌生全版画集 1974-2004』　阿部出版、2005年ISBN 978-4872421743
- 『わたし大好き』　INFASパブリケーションズ、2007年ISBN 978-4900785595
- 『草間彌生、たたかう』　ACCESS Co.Ltd、2011年ISBN 978-4905448037 - ワタリウム美術館公式カタログ

### 小説
- 『マンハッタン自殺未遂常習犯』工作舎、1978　角川文庫、1984年ISBN 978-4041564011
- 『クリストファー男娼窟』角川書店、1984年　而立書房、1989年　角川文庫ISBN 978-4880591230 - 第10回野性時代新人文学賞
- 『聖マルクス教会炎上』パルコ出版、1985年ISBN 978-4891940997
- 『天と地の間』而立書房、1988年ISBN 978-4880591179
- 『ウッドストック陰茎切り（ファロスカッター）』ペヨトル工房、1988年ISBN 978-4893420763
- 『痛みのシャンデリア』ペヨトル工房、1989年ISBN 978-4893420855
- 『ケープ・ゴッドの天使たち』而立書房、1990年ISBN 978-4880591414
- 『心中櫻ヶ塚』而立書房、1989年ISBN 978-4880591247
- 『セントラルパークのジギタリス』而立書房、1991年ISBN 978-4880591513
- 『沼に迷いて』而立書房、1992年ISBN 978-4880591636
- 『ニューヨーク物語』而立書房、1993年ISBN 978-4880591766
- 『蟻の精神病院』而立書房、1994年ISBN 978-4880591834
- 『すみれ強迫』作品社、1998年ISBN 978-4878933066
- 『ニューヨーク’69』作品社、1999年ISBN 978-4878933219

### 詩集
- 『かくなる憂い』　而立書房、1989年ISBN 978-4880591315

### ノンフィクション
- 『無限の網−インフィニティ ネッツ』 作品社、2002年ISBN 978-4878934650 - 自伝

### 特集
- 『ユリイカ　詩と批評　特集・草間彌生　わが永遠の魂』2017年3月号、青土社ISBN 978-4791703258

## 映画
- 「ヤコペッティの残酷大陸」（1971年） -　グァルティエロ・ヤコペッティ他監督。（ビルの屋上でボディペインティングのパフォーマンスをしている）
- 「トパーズ」（1992年） -　村上龍監督・脚本映画。
- 「≒草間彌生〜わたし大好き〜」（2008年） - ドキュメンタリー映画
- 「草間彌生∞INFINITY（英語版）」（2018年） - ドキュメンタリー映画[19]

## テレビ出演
- たけしの誰でもピカソ（テレビ東京）
- ユーミンのSUPER WOMAN（NHK Eテレ、2012年9月21日）
- NHKスペシャル「水玉の女王 草間彌生の全力疾走」（NHK総合テレビ、2012年9月28日）
- ザ・プレミアム「草間彌生 わたしの富士山～浮世絵版画への挑戦～」（NHK BSプレミアム、2015年1月1日）
- 報道ステーション 特集（テレビ朝日、2017年5月5日）

## その他の活動
- 2005年、「スヌーピーライフデザイン展 Happiness is the 55thAnniversary」に参加。
- 2008年、ランコムとのコラボレーションで、水玉・ポーチを作成。
- 2009年、KDDIの携帯電話等の移動体通信事業を含む総合ITサービスブランド「au」の新ブランド「iida」とのコラボレーションで草間本人プロデュース、およびデザインした携帯電話 「iida Art Editions YAYOI KUSAMA」シリーズ3種（内訳は「ドッツ・オブセッション、 水玉で幸福いっぱい (TSX01)」「宇宙へ行くときのハンドバッグ (TSX02)」「私の犬のリンリン (TSX03)」。3機種ともベース機はT001）を作成。いずれも同年7月30日に完全限定モデルとして販売。
- 2010年、松本電鉄バスタウンスニーカー「クサマバス水玉乱舞号」(ラッピング車両)をデザインする
- 2012年、ルイ・ヴィトンとのコラボレーション
- 2013年、テイトウワのアルバム「:en:Lucky」のジャケットデザイン、及び同アルバムの曲「RADIO」のPV出演[20]。
- 2014年7月、アルピコ交通の高速バスに、「草間号 幻の華」ラッピングバスが登場。主に中央高速バスの新宿～松本線で使用されている。

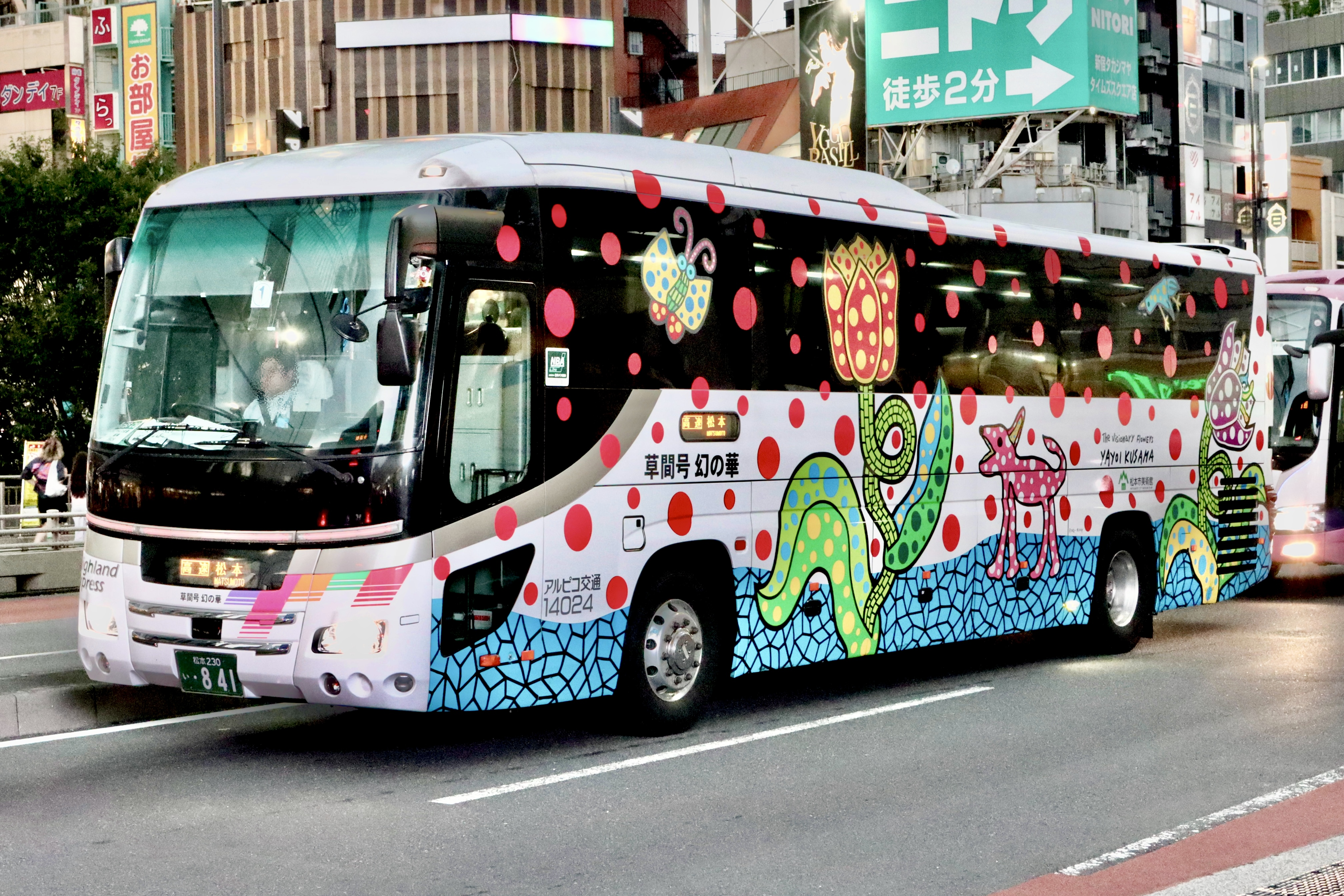
中央高速バス新宿〜松本線に使用されるアルピコ交通草間号・幻の花

- 2023年、ルイ・ヴィトンとのコラボレーション